# DEC Eishasen Berlin
Der Damen-Eishockey-Club Eishasen Berlin war ein deutscher Fraueneishockeyverein aus Berlin, der früher in der Fraueneishockey-Bundesliga spielte.

## Geschichte
Der DEC wurde 1975/76 gegründet und 1979 als erster eigenständiger Dameneishockeyverein ins Vereinsregister eingetragen. 1984/85 wurde erstmals eine Berliner Dameneishockey-Meisterschaft ausgespielt, in welcher die Mannschaft des DEC den Damen des Berliner Schlittschuhclub unterlagen. 1985/86 holte die Mannschaft dafür die Berliner Meisterschaft und nahm an der Endrunde um die Deutsche Meisterschaft teil.
Von 1986/87 an nahm die Mannschaft des DEC an einer regulären Liga teil, wobei sie von 1988 bis 1992 an der Fraueneishockey-Bundesliga spielte und – nach zwei Jahren in der 2. Ligenstufe – 1994/95 wieder für eine Saison in dieser Liga. Von 1995/96 bis 2005/06 spielte die Mannschaft in der 2. Ligenstufe, bevor sie 2006/07 aus der 2. Liga Nord zurückgezogen wurde.
Von 1984 bis 1999 bestand auch eine Männermannschaft, die in der Landesliga Berlin antrat.

### Platzierungen
| Deutsche Fraueneishockey-Liga |                       |                            |
| Saison                        | Liga                  | Platzierung                |
| 1985/86                       | DM-Endrunde           | 5. Platz                   |
| 1986/87                       | Nordliga              | 2. Platz                   |
| 1987/88                       | NRW-Liga              | 8. Platz                   |
| 1988/89                       | Bundesliga Nord       | 4. Platz                   |
| 1989/90                       | Bundesliga Nord       | 5. Platz                   |
| 1990/91                       | Bundesliga Nord       | 5. Platz                   |
| 1991/92                       | Bundesliga Nord       | 6. Platz                   |
| 1992/93                       | 2. Liga Nord          | 2. Platz                   |
| 1993/94                       | Verbandsliga Nord-Ost | Aufstieg in die Bundesliga |
| 1994/95                       | Bundesliga Nord       |                            |
| 1995/96                       | 1. Damen-Liga Nord    |                            |
| 1996/97                       | 1. Damen-Liga Nord    |                            |
| 1997/98                       | 1. Damen-Liga Nord    |                            |
| 1998/99                       | 1. Damen-Liga Nord    |                            |
| 1999/00                       | 1. Damen-Liga Nord    |                            |
| 2000/01                       | 1. Damen-Liga Nord    |                            |
| 2001/02                       | 2. Liga Nord          |                            |
| 2002/03                       | 2. Liga Nord          |                            |
| 2003/04                       | 2. Liga Nord          |                            |
| 2004/05                       | 2. Liga Nord          |                            |
| 2005/06                       | 2. Liga Nord          |                            |